# Vincenzo Santucci
Vincenzo Santucci (ur. 18 lutego 1796 w Gordze, zm. 19 sierpnia 1861 w Rocca di Papa) – włoski duchowny katolicki, kardynał.
Od 1844 do 1850 zajmował stanowisko substytuta do spraw ogólnych w Sekretariacie Apostolskim. W latach 1850–1853 był sekretarzem Świętej Kongregacji ds. Nadzwyczajnych Spraw Kościoła. Od 1856 do śmierci pełnił urząd prefekta Świętej Kongregacji ds. Studiów. 7 marca 1853 Pius IX wyniósł go do godności kardynalskiej. Jego tytularnymi diakoniami były Santi Vito, Modesto e Crescenzia (1853-1854), a następnie Santa Maria ad Martyres (od 1854 do śmierci).
W 1855 został odznaczony Orderem Świętego Stefana. Pochowano go w bazylice św. Jana na Lateranie